# Európai Filmdíjak 2017
A 30. Európai Filmdíj-átadó ünnepséget (30th European Film Awards), amelyen a 2016. június 1. és 2017. május 31. között hivatalosan bemutatott, az Európai Filmakadémia több mint 3000 tagjának szavazata alapján legjobbnak ítélt európai alkotásokat részesítették elismerésben, 2017. december 9-én rendezték meg a berlini fesztiválpalotában. Az ünnepség házigazdája ezúttal is Thomas Hermanns német televíziós műsorvezető, humorista volt.
Az Európai Filmakadémia 2017. augusztus 29-én nyilvánosságra hozta a válogatáslistát, amelyre a legtöbb akadémiai taggal rendelkező húsz ország egy-egy filmet közvetlenül szavazhatott be, a többiről az EFA válogató bizottsága döntött, amelynek tagja volt az akadémia igazgatótanácsa, valamint hat meghívott szakértő, köztük Bognár Péter magyar filmforgalmazó. A listán 51 játékfilm szerepelt 31 európai országból. A jelöltekről az akadémia több mint háromezer fős tagsága döntött szavazással.
2017-ben 22 kategóriában osztottak ki díjat: 
- 10 a tagok szavazataival megválasztandó művészi kategóriában;
- 7 zsűri által eldöntendő technikai kategóriában;
- 3 különdíj kategóriában;
- 2 közönségdíj kategóriában.

A legjobb európai rövidfilm kategóriába az egyes jelölő filmfesztiválok időrendjében érkeztek be a kisfilmek adatai. A nagyközönség szeptember 1-jétől tekinthette meg és szavazhatott a a legjobb film közönségdíjára. A nemzetközi filmkritikusok által odaítélt legjobb európai felfedezett kategória jelöltjeit 2017. október 19-én, a legjobb európai animációs játékfilmét pedig október 24-én közölték a nyilvánossággal. A legjobb európai film díjára, valamint a főbb alkotók elismerésére jelöltek listáját 2017. november 4-én hozták nyilvánosságra a Sevillai Európai Filmfesztiválon. Jellemző az erős válogatásra, hogy a legjobb európai film díjra jelölt öt alkotás közül három nyert díjat 2007-ben a cannes-i fesztiválon, beleértve az arany pálmás A négyzet, valamint a nagydíjas 120 dobbanás percenként című filmdrámákat, négy filmet pedig Oscar-díjra neveztek a legjobb idegen nyelvű film kategóriában (120 dobbanás percenként, A négyzet, Szeretet nélkül, valamint Testről és lélekről).
Enyedi Ildikó alkotása első helyen szerepelt azon a június elején nyilvánosságra hozott tízes listán, amelyen az Európai Filmakadémia felkérésére a Filmkritikusok Nemzetközi Szövetsége tette meg javaslatait a legjobb film kategóriára. Enyedi Ildikót jelölték a legjobb rendező és a legjobb forgatókönyvíró díjra is, a film főszereplőjét, Borbély Alexandrát pedig a legjobb színésznő kategóriában (ez utóbbi díjat is kapott).
Ugyancsak szerepelt a versenyben Bucsi Réka LOVE című Magyar Filmdíj-nyertes animációs filmje, amelyet az uppsalai fesztiválon jelöltek a legjobb európai rövidfilmek közé.
Az EFA 51 nagyjátékfilmes válogatáslistáján szerepelt még Mundruczó Kornél Jupiter holdja című filmje. A dokumentumfilmek 2017. augusztus 14-én nyilvánosságra hozott 15 filmből álló rövid listáján ott volt Simonyi Balázs Ultra című, szupermaratonistákról szóló 81 perces színes dokumentumfilmje is, azonban a díjra jelölt öt alkotás közé már nem jutott be.
Az Európai Filmakadémia által felkért szakmai zsűri 2017. november 14-én hozta nyilvánosságra, hogy a hét technikai jellegű kategóriában kik kapják meg az elismerést.
A 30. európai filmgála abszolút győztese Ruben Östlund svéd rendező A négyzet című filmvígjátéka lett: összesen hat szobrocskát nyert el, abból ötöt a kiemelt, akadémiai tagok által megszavazott művészi kategóriákban. A film alkotóin kívül e kategóriák közül csupán a Testről és lélekről hősnőjét alakító Borbély Alexandra vihetett haza trófeát.
6. alkalommal tartották meg a Fiatal Közönség Filmnapját 2017. május 7-én. A rendezvényen 31 ország 36 helyszínén 12-15 éves nézők választották ki a legjobbnak tartott filmet a számukra készült 3 alkotásból. A mintegy 40 magyar fiatal részére a Tabán moziban szervezték meg az egész napos filmnézést és a szavazást.
Noha nem tartozik szorosan az európai filmdíjak sorába, a gálaünnepséghez kapcsolódóan adták át Nehéz szívvel című alkotásáért Guðmundur Arnar Guðmundsson izlandi filmrendezőnek az Európai Filmakadémia (EFA) és a Hamburgi Filmfesztivál (Filmfest Hamburg) által közösen alapított elismerést, az Európai Egyetemi Filmdíjat.

## Válogatás
1. 120 battements par minute (120 dobbanás percenként) – rendező: Robin Campillo
2. A Ciambra – rendező: Jonas Carpignano
3. A Date for Mad Mary (Még egy fő Marynek) – rendező: Darren Thornton
4. A fábrica de nada (A zérus gyár) – rendező: Pedro Pinho
5. A Monster Calls (Szólít a szörny) – rendező: J.A Bayona
6. Ana, mon amour (Szerelmem Ana) – rendező: Calin-Peter Netzer ,
7. Bába z ledu (Jeges nagyi) – rendező: Bohdan Sláma
8. Bezbog – rendező: Ralitza Petrova
9. Brimstone (Megtorlás) – rendező: Martin Koolhoven
10. Du forsvinder – rendező: Peter Schønau Fog
11. Estiu 1993 – rendező: Carla Simón
12. Fortunata – rendező: Sergio Castellitto
13. Frantz – rendező: François Ozon
14. Frost – rendező: Sharunas Bartas
15. Happy End – rendező: Michael Haneke
16. Hjartasteinn (Nehéz szívvel) – rendező: Guðmundur Arnar Guðmundsson
17. Home – rendező: Fien Troch
18. In Zeiten des Abnehmenden Lichts – rendező: Matti Geschonneck
19. Indivisibili (Elválaszthatatlanok) – rendező: Edoardo De Angelis
20. Insyriated (Volt egyszer egy Szíria) – rendező: Philippe Van Leeuw
21. Istanbul Kirmizisi – rendező: Ferzan Özpetek
22. Jupiter holdja – rendező: Mundruczó Kornél
23. Koca Dünya – rendező: Reha Erdem
24. Kongens Nei (A király választása) – rendező: Erik Poppe
25. Krotkaja (Кроткая) (A szelíd teremtés) – rendező: Szergej Loznica
26. Lady Macbeth – rendező: William Oldroyd
27. Layla M. – rendező: Mijke de Jong , Jordan,
28. My Grandmother Fanny Kaplan – rendező: Olena Demyanenko
29. O dromos tis Sofias – rendező: Elina Psikou
30. Ostatnia rodzina (Az utolsó család) – rendező: Jan P. Matuszynski
31. Pokot – rendező: Agnieszka Holland, Katarzyna Adamik
32. Powidoki (Emlékképek) – rendező: Andrzej Wajda
33. Raj (Рай) (Édenkert) – rendező: Andrej Koncsalovszkij
34. Rekvijem za gospodju J. (Rekviem J. asszonyért) – rendező: Bojan Vuletić
35. Return to Montauk – rendező: Volker Schlöndorff
36. Sameblod (Számi vér) – rendező: Amanda Kernell  ,
37. Stefan Zweig: Farewell to Europe (Stefan Zweig – Búcsú Európától) – rendező: Maria Schrader
38. Szeretet nélkül (Нелюбовь) (Szeretet nélkül) – rendező: Andrej Zvjagincev
39. Tarde para la ira (Késő harag) – rendező: Raúl Arévalo
40. Testről és lélekről – rendező: Enyedi Ildikó
41. The Killing of a Sacred Deer (Egy szent szarvas meggyilkolása) – rendező: Jórgosz Lánthimosz
42. The Party (A vendégek) – rendező: Sally Potter
43. The Square (A négyzet) – rendező: Ruben Östlund
44. Toivon tuolla puolen (A remény másik oldala) – rendező: Aki Kaurismäki
45. Tom of Finland – rendező: Dome Karukoski
46. Učitelka (A tanítónő) – rendező: Jan Hřebejk
47. Un beau soleil intérieur (Jöjj el napfény!) – rendező: Claire Denis
48. Un Juif pour l'exemple – rendező: Jacob Berger
49. Ustav Republike Hrvatske – rendező: Rajko Grlić    FYR Macedonia
50. Western – rendező: Valeska Grisebach
51. Wilde Maus (Mérgezett egér) – rendező: Josef Hader

## Díjazottak és jelöltek
| „Díjazott” – szürkéskék háttérrel   |
| „Jelölt” – világos szürke háttérrel |

### Legjobb európai film
| Magyar címe             | Eredeti címe              | Rendező           | Ország                                              |
| ----------------------- | ------------------------- | ----------------- | --------------------------------------------------- |
| A négyzet               | The Square                | Ruben Östlund     | Svédország · Németország · Franciaország · Dánia    |
| 120 dobbanás percenként | 120 battements par minute | Robin Campillo    | Franciaország                                       |
| A remény másik oldala   | Toivon tuolla puolen      | Aki Kaurismäki    | Finnország · Németország                            |
| Szeretet nélkül         | Nyeljubov (Нелюбовь)      | Andrej Zvjagincev | Oroszország · Belgium · Németország · Franciaország |
| Testről és lélekről     | Testről és lélekről       | Enyedi Ildikó     | Magyarország                                        |

### Legjobb európai komédia
| Magyar címe                  | Eredeti címe                 | Rendező                          | Ország                                           |
| ---------------------------- | ---------------------------- | -------------------------------- | ------------------------------------------------ |
| A négyzet                    | The Square                   | Ruben Östlund                    | Svédország · Németország · Franciaország · Dánia |
| A belgák királya             | King of the Belgians         | Peter Brosens, Jessica Woodworth | Belgium · Hollandia · Bulgária                   |
| Vincent és a világvége       | Vincent                      | Christophe Van Rompaey           | Belgium · Franciaország                          |
| Isten hozott Németországban! | Willkommen bei den Hartmanns | Simon Verhoeven                  | Németország                                      |

### Legjobb európai felfedezett
| Magyar címe  | Eredeti címe   | Rendező         | Ország                           |
| ------------ | -------------- | --------------- | -------------------------------- |
| Lady Macbeth | Lady Macbeth   | William Oldroyd | Egyesült Királyság               |
| –––          | Bezbog         | Ralitza Petrova | Bulgária · Dánia · Franciaország |
| –––          | Die Einsiedler | Ronny Trocker   | Németország · Ausztria           |
| –––          | Estiu 1993     | Carla Simón     | Spanyolország                    |
| –––          | Petit paysan   | Hubert Charuel  | Franciaország                    |

### Legjobb európai dokumentumfilm
| Magyar címe                     | Eredeti címe         | Rendező          | Ország                                             |
| ------------------------------- | -------------------- | ---------------- | -------------------------------------------------- |
| Áldozat                         | Komunia              | Anna Zamecka     | Lengyelország                                      |
| Austerlitz                      | Austerlitz           | Szergej Loznica  | Németország                                        |
| A jó postás                     | Hyvä postimies       | Tonislav Hristov | Finnország · Bulgária                              |
| La Chana, a flamenco királynője | La Chana             | Lucija Stojevic  | Spanyolország · Izland · Amerikai Egyesült Államok |
| –––                             | Stranger in Paradise | Guido Hendrikx   | Hollandia                                          |

### Legjobb európai animációs játékfilm
| Magyar címe           | Eredeti címe    | Rendező                       | Ország                             |
| --------------------- | --------------- | ----------------------------- | ---------------------------------- |
| Loving Vincent        | Loving Vincent  | Dorota Kobiela, Hugh Welchman | Lengyelország · Egyesült Királyság |
| –––                   | Ethel & Ernest  | Roger Mainwood                | Egyesült Királyság · Luxemburg     |
| Louise a tengerparton | Louise en hiver | Jean-François Laguionie       | Franciaország · Kanada             |
| –––                   | Zombillénium    | Arthur de Pins, Alexis Ducord | Franciaország · Belgium            |

### Legjobb európai rendező
| Nyertesek és jelöltek | Magyar címe                     | Eredeti címe                 |
| --------------------- | ------------------------------- | ---------------------------- |
| Ruben Östlund         | A négyzet                       | The Square                   |
| Enyedi Ildikó         | Testről és lélekről             | Testről és lélekről          |
| Aki Kaurismäki        | A remény másik oldala           | Toivon tuolla puolen         |
| Jórgosz Lánthimosz    | Egy szent szarvas meggyilkolása | The Killing of a Sacred Deer |
| Andrej Zvjagincev     | Szeretet nélkül                 | Nyeljubov (Нелюбовь)         |

### Legjobb európai színésznő
| Nyertesek és jelöltek | Magyar címe         | Eredeti címe             |
| --------------------- | ------------------- | ------------------------ |
| Borbély Alexandra     | Testről és lélekről | Testről és lélekről      |
| Paula Beer            | Frantz              | Frantz                   |
| Juliette Binoche      | Jöjj el napfény!    | Un beau soleil intérieur |
| Isabelle Huppert      | Happy End           | Happy End                |
| Florence Pugh         | Lady Macbeth        | Lady Macbeth             |

### Legjobb európai színész
| Nyertesek és jelöltek  | Magyar címe                     | Eredeti címe                     |
| ---------------------- | ------------------------------- | -------------------------------- |
| Claes Bang             | A négyzet                       | The Square                       |
| Colin Farrell          | Egy szent szarvas meggyilkolása | The Killing of a Sacred Deer     |
| Josef Hader            | Stefan Zweig – Búcsú Európától  | Stefan Zweig: Farewell to Europe |
| Nahuel Pérez Biscayart | 120 dobbanás percenként         | 120 battements par minute        |
| Jean-Louis Trintignant | Happy End                       | Happy End                        |

### Legjobb forgatókönyvíró
| Nyertesek és jelöltek                | Magyar címe                     | Eredeti címe                 |
| ------------------------------------ | ------------------------------- | ---------------------------- |
| Ruben Östlund                        | A négyzet                       | The Square                   |
| Enyedi Ildikó                        | Testről és lélekről             | Testről és lélekről          |
| Jórgosz Lánthimosz Efthymis Filippou | Egy szent szarvas meggyilkolása | The Killing of a Sacred Deer |
| Oleg Negin Andrej Zvjagincev         | Szeretet nélkül                 | Nyeljubov (Нелюбовь)         |
| François Ozon                        | Frantz                          | Frantz                       |

### Legjobb európai operatőr
| Nyertesek és jelöltek | Magyar címe     | Eredeti címe         |
| --------------------- | --------------- | -------------------- |
| Mihail Kricsman       | Szeretet nélkül | Nyeljubov (Нелюбовь) |

### Legjobb európai vágó
| Nyertesek és jelöltek | Magyar címe             | Eredeti címe              |
| --------------------- | ----------------------- | ------------------------- |
| Robin Campillo        | 120 dobbanás percenként | 120 battements par minute |

### Legjobb európai látványtervező
| Nyertesek és jelöltek | Magyar címe | Eredeti címe |
| --------------------- | ----------- | ------------ |
| Josefin Åsberg        | A négyzet   | The Square   |

### Legjobb európai jelmeztervező
| Nyertesek és jelöltek | Magyar címe | Eredeti címe |
| --------------------- | ----------- | ------------ |
| Katarzyna Lewińska    | –––         | Pokot        |

### Legjobb európai fodrász- és sminkmester
| Nyertesek és jelöltek | Magyar címe | Eredeti címe |
| --------------------- | ----------- | ------------ |
| Leendert van Nimwegen | Megtorlás   | Brimstone    |

### Legjobb európai zeneszerző
| Nyertesek és jelöltek             | Magyar címe     | Eredeti címe         |
| --------------------------------- | --------------- | -------------------- |
| Jevgenyij Galperin Szása Galperin | Szeretet nélkül | Nyeljubov (Нелюбовь) |

### Legjobb európai hangzástervező
| Nyertesek és jelöltek | Magyar címe     | Eredeti címe    |
| --------------------- | --------------- | --------------- |
| Oriol Tarragó         | Szólít a szörny | A Monster Calls |

### Európai koprodukciós díj – Prix Eurimages
| Díjazott      | Foglalkozás  | Ország                       |
| ------------- | ------------ | ---------------------------- |
| Cédomir Kolar | filmproducer | Franciaország / Horvátország |

### Legjobb európai teljesítmény a világ filmművészetében
| Díjazott    | Foglalkozás                           | Ország                           |
| ----------- | ------------------------------------- | -------------------------------- |
| Julie Delpy | színész, filmrendező, forgatókönyvíró | Franciaország / Egyesült Államok |

### Az Európai Filmakadémia életműdíja
| Díjazott            | Foglalkozás                  | Ország      |
| ------------------- | ---------------------------- | ----------- |
| Alekszandr Szokurov | filmrendező, forgatókönyvíró | Oroszország |

### Közönségdíj a legjobb európai filmnek
| Magyar címe                       | Eredeti címe                            | Rendező           | Ország                                                                    |
| --------------------------------- | --------------------------------------- | ----------------- | ------------------------------------------------------------------------- |
| Stefan Zweig – Búcsú Európától    | Stefan Zweig: Farewell to Europe        | Maria Schrader    | Németország · Ausztria · Franciaország                                    |
| A kommuna                         | Kollektivet                             | Thomas Vinterberg | Dánia · Svédország · Hollandia                                            |
| A remény másik oldala             | Toivon tuolla puolen                    | Aki Kaurismäki    | Finnország · Németország                                                  |
| Bridget Jones babát vár           | Bridget Jones's Baby                    | Sharon Maguire    | Írország · Egyesült Királyság · Franciaország · Amerikai Egyesült Államok |
| Érettségi                         | Bacalaureat                             | Cristian Mungiu   | Románia · Franciaország · Belgium                                         |
| Frantz                            | Frantz                                  | François Ozon     | Franciaország · Németország                                               |
| Legendás állatok és megfigyelésük | Fantastic Beasts and Where to Find Them | David Yates       | Egyesült Királyság · Amerikai Egyesült Államok                            |
| Őrült boldogság                   | La pazza gioia                          | Paolo Virzì       | Olaszország · Franciaország                                               |
| Szólít a szörny                   | A Monster Calls                         | J.A. Bayona       | Spanyolország                                                             |

### Európai Filmakadémia fiatal közönség díja
| Magyar címe        | Eredeti címe             | Rendező       | Ország                |
| ------------------ | ------------------------ | ------------- | --------------------- |
| –––                | Tschick                  | Fatih Akın    | Németország           |
| Életem Cukkiniként | Ma vie de Courgette      | Claude Barras | Svájc · Franciaország |
| Az änzilochi lány  | Das Mädchen vom Änziloch | Alice Schmid  | Svájc                 |

### Legjobb európai rövidfilm
| Címe                       | Rendező                            | Ország                       | Jelölő fesztivál                    |
| -------------------------- | ---------------------------------- | ---------------------------- | ----------------------------------- |
| Timecode                   | Juanjo Giménez Peña                | Spanyolország                | fesztiváljelölés – Gent             |
| Copa-Loca                  | Christos Massalas                  | Görögország                  | fesztiváljelölés – Szarajevó        |
| En La Boca                 | Matteo Gariglio                    | Argentína · Svájc            | fesztiváljelölés – Krakkó           |
| Fight On A Swedish Beach!! | Simon Vahlne                       | Svédország                   | fesztiváljelölés – Valladolid       |
| Gros Chagrin               | Céline Devaux                      | Franciaország                | fesztiváljelölés – Velence          |
| Hevêrk: The Circle         | Rûken Tekeş                        | Törökország                  | fesztiváljelölés – Drama            |
| Information Skies          | Metahaven                          | Hollandia · Dél-Korea        | fesztiváljelölés – Rotterdam        |
| Jeunes hommes à la fenêtre | Loukianos Moshonas                 | Franciaország                | fesztiváljelölés – Locarno          |
| Los desheredados           | Laura Ferrés                       | Spanyolország                | fesztiváljelölés – Vila do Conde    |
| LOVE                       | Bucsi Réka                         | Magyarország · Franciaország | fesztiváljelölés – Uppsala          |
| Os humores artificiais     | Gabriel Abrantes                   | Portugália                   | fesztiváljelölés – Berlin           |
| Scris/Nescris              | Adrian Silișteanu                  | Románia                      | fesztiváljelölés – Tampere          |
| The Party                  | Andrea Harkin                      | Írország                     | fesztiváljelölés – Cork             |
| Ugly                       | Redbear Easterman és Nikita Diakur | Németország                  | fesztiváljelölés – Bristol          |
| Wannabe                    | Jannis Lenz                        | Ausztria · Németország       | fesztiváljelölés – Clermont-Ferrand |

## Európai Egyetemi Filmdíj
A 2. Európai Egyetemi Filmdíjra (EUFA) jelöltek listáját 2017. október 10-én jelentették be a Hamburgi Filmfesztiválon. A filmek kiválasztásában közreműködött Dagmar Brunow egyetemi adjunktus (Linnaeus Egyetem, Svédország), Fabian Gasmia filmproducer (Németország), Juho Kuosmanen filmrendező (Finnország) és Elli Mastorou filmkritikus (Belgium/Görögország). Az öt jelölt alkotást levetítették és megvitatták a programban részt vevő 20 egyetemen, ahol a hallgatók megszavazták a kedvenc filmjüket. A nyertes filmről az egyetem küldöttei által tartott hamburgi konferencián döntöttek, a díjat pedig az európai filmdíj-gálán adták át a rendezőnek.
| Magyar címe           | Eredeti címe         | Rendező                           | Ország                                              |
| --------------------- | -------------------- | --------------------------------- | --------------------------------------------------- |
| Nehéz szívvel         | Hjartasteinn         | Guðmundur Arnar Guðmundsson       | Izland · Dánia                                      |
| A remény másik oldala | Toivon tuolla puolen | Aki Kaurismäki                    | Finnország · Németország                            |
| –––                   | Home                 | Fien Troch                        | Belgium                                             |
| Szeretet nélkül       | Nyeljubov (Нелюбовь) | Andrej Zvjagincev                 | Oroszország · Belgium · Németország · Franciaország |
| –––                   | The War Show         | Andreas Dalsgaard, Obaidah Zytoon | Dánia · Szíria · Finnország                         |